# Eupithecia feliscaudata
Eupithecia feliscaudata är en fjärilsart som beskrevs av Fletcher 1956. Eupithecia feliscaudata ingår i släktet Eupithecia och familjen mätare. Inga underarter finns listade i Catalogue of Life.